# Sangju
Sangju (Sangju-si; 상주시; 尙州市), è una città della provincia sudcoreana del Nord Gyeongsang.